# Apachnas nobilis
Apachnas nobilis är en insektsart som beskrevs av William Lucas Distant 1909. Apachnas nobilis ingår i släktet Apachnas och familjen Ricaniidae. Inga underarter finns listade i Catalogue of Life.